# 현대 ix20
현대 ix20(Hyundai ix20)은 현대자동차가 2010년에 출시한 소형 MPV이다.

## 1세대(JC) (기아 벤가와 형제차)

### ix20(2010년10월~2019년5월)

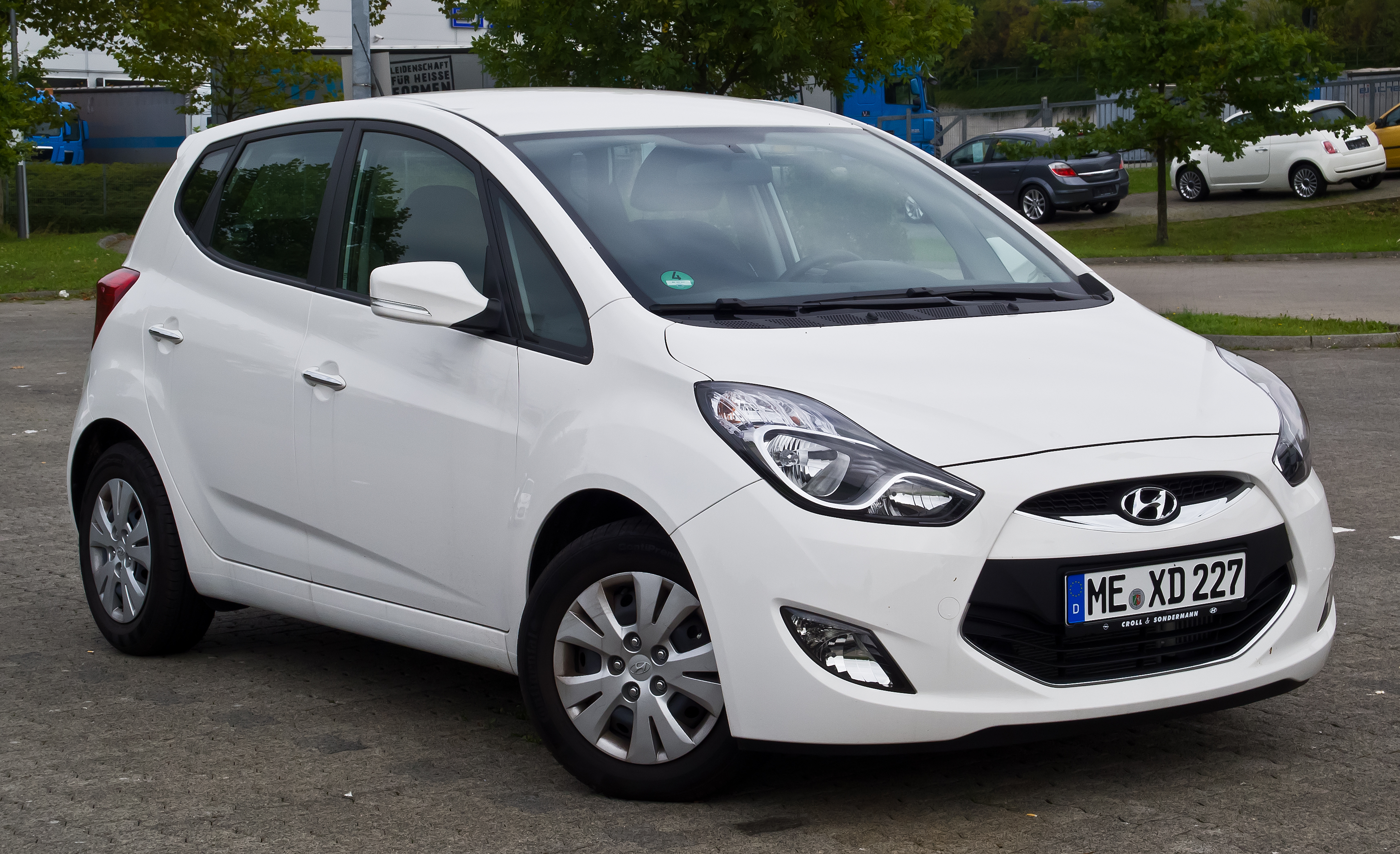
현대 ix20 (전기형) 정측면

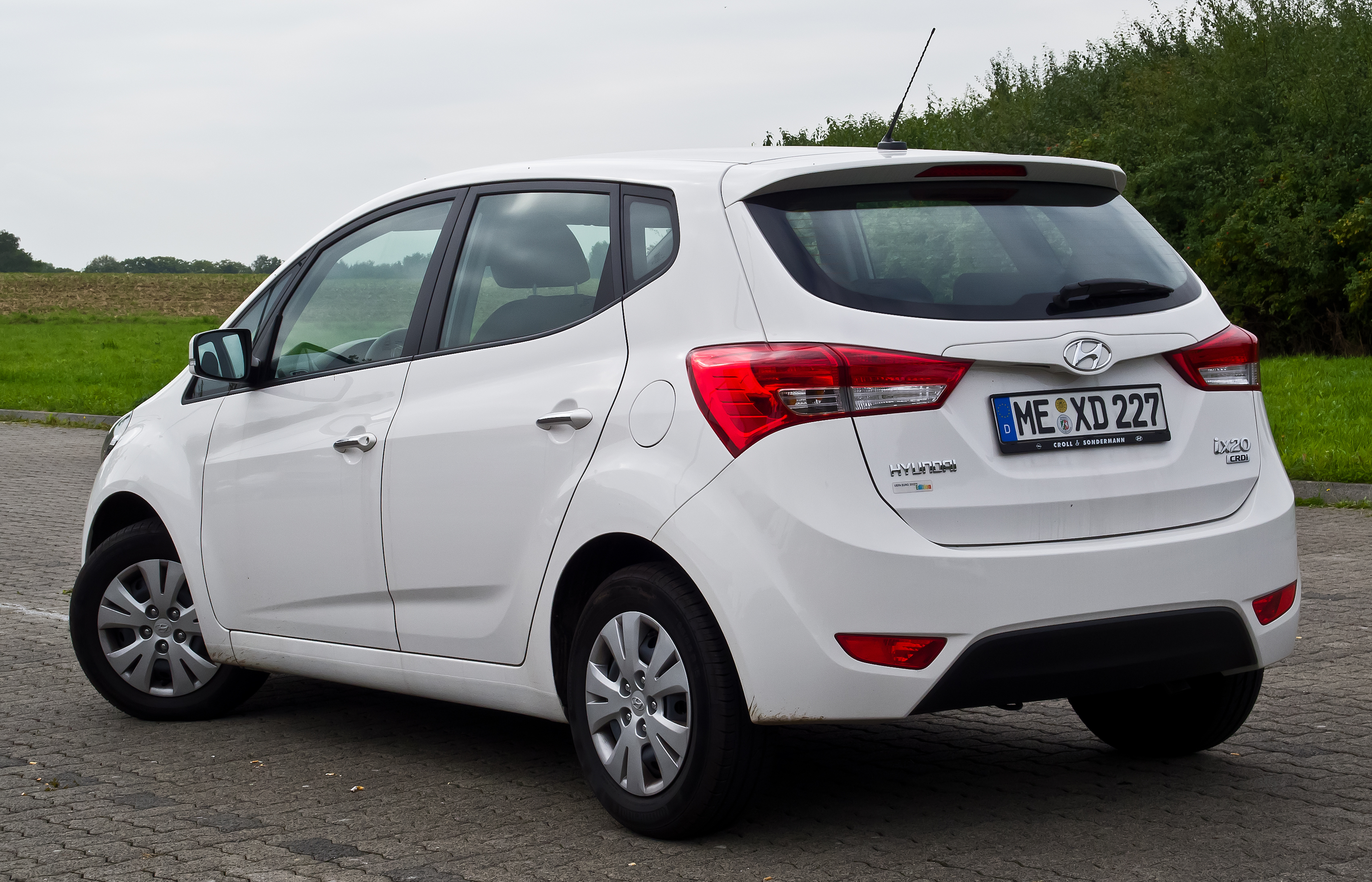
현대 ix20 (전기형) 후측면

라비타의 후속 차종이나, 유럽 시장을 타겟으로 개발되어 대한민국과 미국 등에서는 판매되지 않는다. 생산도 현대자동차 체코 현지 공장에서 이뤄진다. 유럽 전략 차종인 기아 벤가를 기반으로 했으나, 현대자동차만의 디자인 언어인 플루이딕 스컬프처가 가미된 패밀리 룩이 적용되어 벤가와 차별화했다.

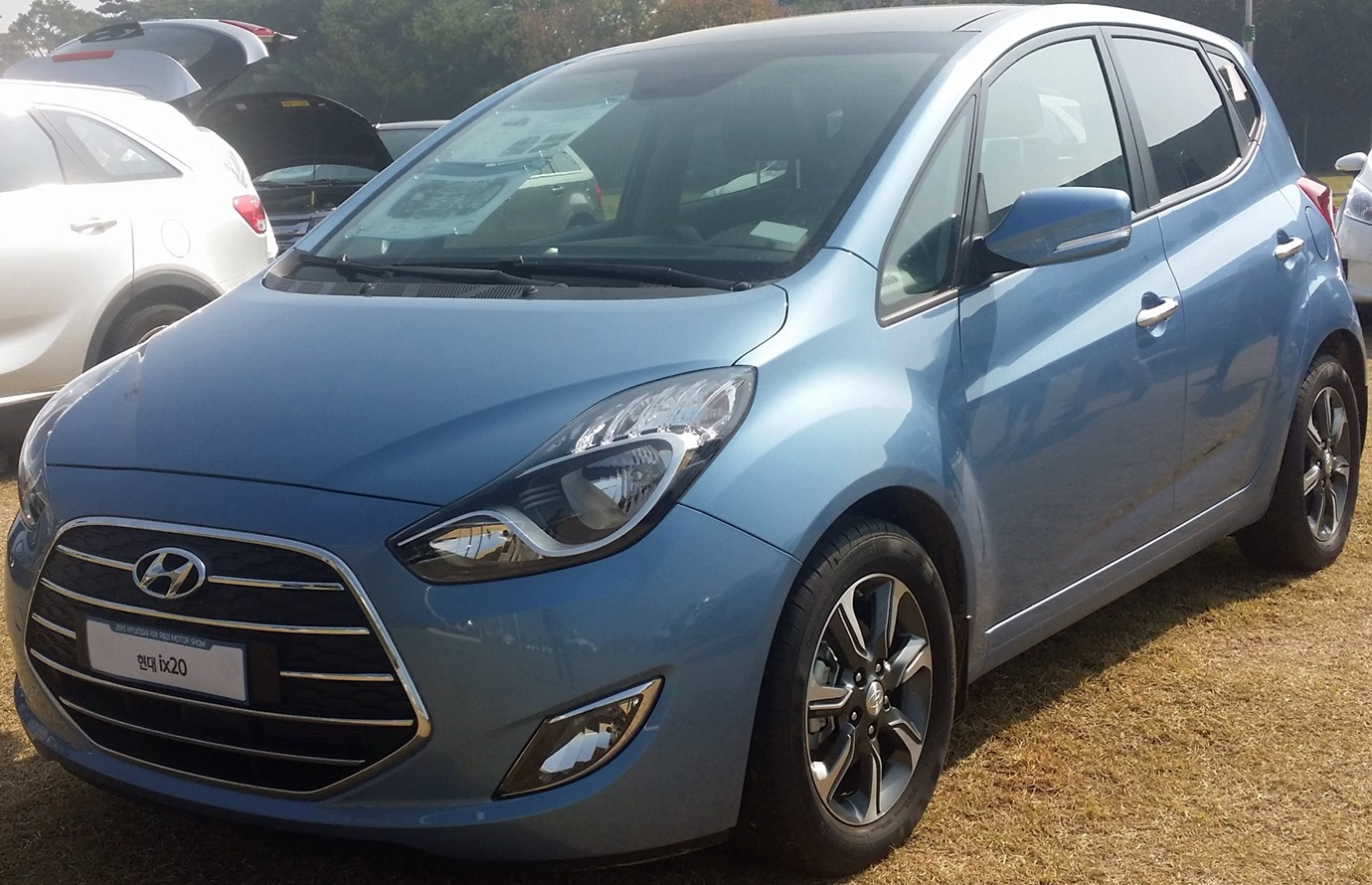
현대 ix20 (후기형) 정측면
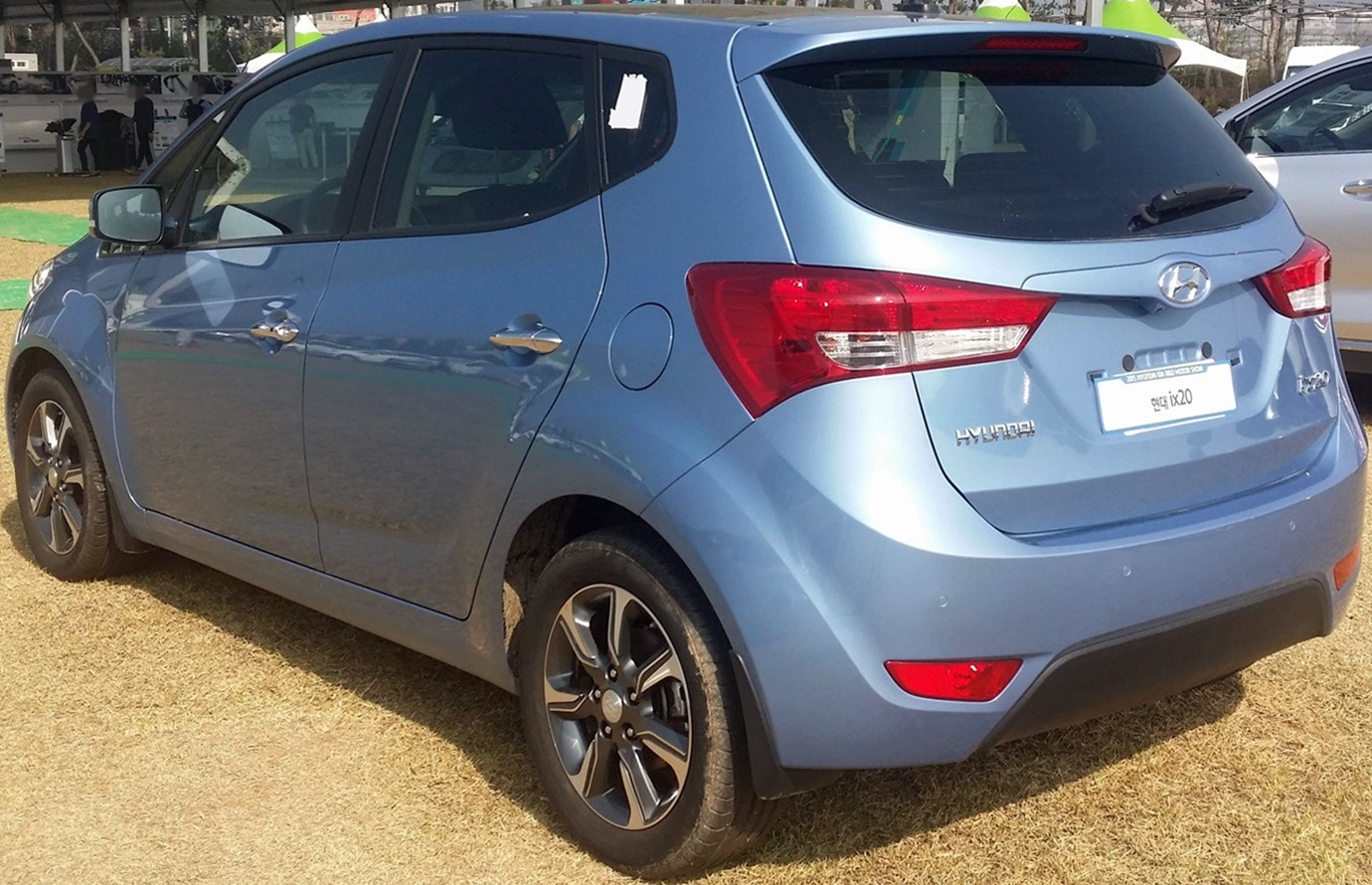
현대 ix20 (후기형) 후측면

- 전장(mm) : 4,100
- 전폭(mm) : 1,765
- 전고(mm) : 1,600
- 축거(mm) : 2,615
- 승차정원 : 5명
- 변속기 : 수동 5단/수동 6단/자동 4단
- 서스펜션(전/후) : 맥퍼슨 스트럿/토션 빔
- 구동형식 : 전륜 구동

| 구분               | 1.4 가솔린 | 1.6 가솔린 | 1.4 디젤(Low)    | 1.4 디젤(High)   |
| ------------------ | ---------- | ---------- | ---------------- | ---------------- |
| 연료               | 가솔린     | 가솔린     | 디젤             | 디젤             |
| 배기량(cc)         | 1,396      | 1,591      | 1,396            | 1,396            |
| 최고출력(ps/rpm)   | 90/6,000   | 125/6,300  | 77/4,000         | 90/4,000         |
| 최대토크(kg*m/rpm) | 14.0/4,000 | 15.9/4,200 | 22.5/1,750~2,350 | 22.5/1,750~2,750 |